# Jussara Chaves
Jussara Chaves Garcez Leme (São Paulo, 9 de dezembro de 1959) é uma enxadrista brasileira e portuguesa, tetracampeã brasileira feminina. É irmã da também enxadrista Joara Chaves.

## Biografia

### Carreira no Brasil
Foi uma das principais enxadristas do Brasil entre os anos 1970 e 1990. Participou de diversos Campeonatos Brasileiros de Xadrez Feminino, vencendo em 1976, 1981, 1982 e 1989.
Jussara Chaves jogou pelo Brasil nas Olimpíadas de Xadrez Feminino:
- Em 1980, no segundo tabuleiro da 9ª Olimpíada de Xadrez (feminino) em Valletta (+4, =4, -4),
- Em 1982, no primeiro tabuleiro da 10ª Olimpíada de Xadrez (feminino) em Lucerna (+5, =5, -2),
- Em 1984, no terceiro tabuleiro da 26ª Olimpíada de Xadrez (feminino) em Salónica (+9, =0, -1) e conquistou a medalha de ouro individual,
- Em 1986, no terceiro tabuleiro da 27ª Olimpíada de Xadrez (feminino) em Dubai (+6, =3, -3),
- Em 1988, no primeiro tabuleiro da 28ª Olimpíada de Xadrez (feminino) em Salónica (+7, =1, -4),
- Em 1990, no primeiro tabuleiro da 29ª Olimpíada de Xadrez (feminino) em Novi Sad (+3, =4, -4),
- Em 1992, no primeiro quadro reserva na 30ª Olimpíada de Xadrez (feminino) em Manila (+6, =2, -4),
- Em 1994, no terceiro quadro reserva na 31ª Olimpíada de Xadrez (feminino) em Moscou (+4, =4, -4).

Em 1982, Chaves recebeu o título FIDE Mestre Internacional Feminina (WIM). Ela também é Árbitra Internacional da FIDE (1990).
Em 2014 retornou a atividade jogando os Jogos Regionais de São Paulo, sendo vencedora invicta representando Osasco.

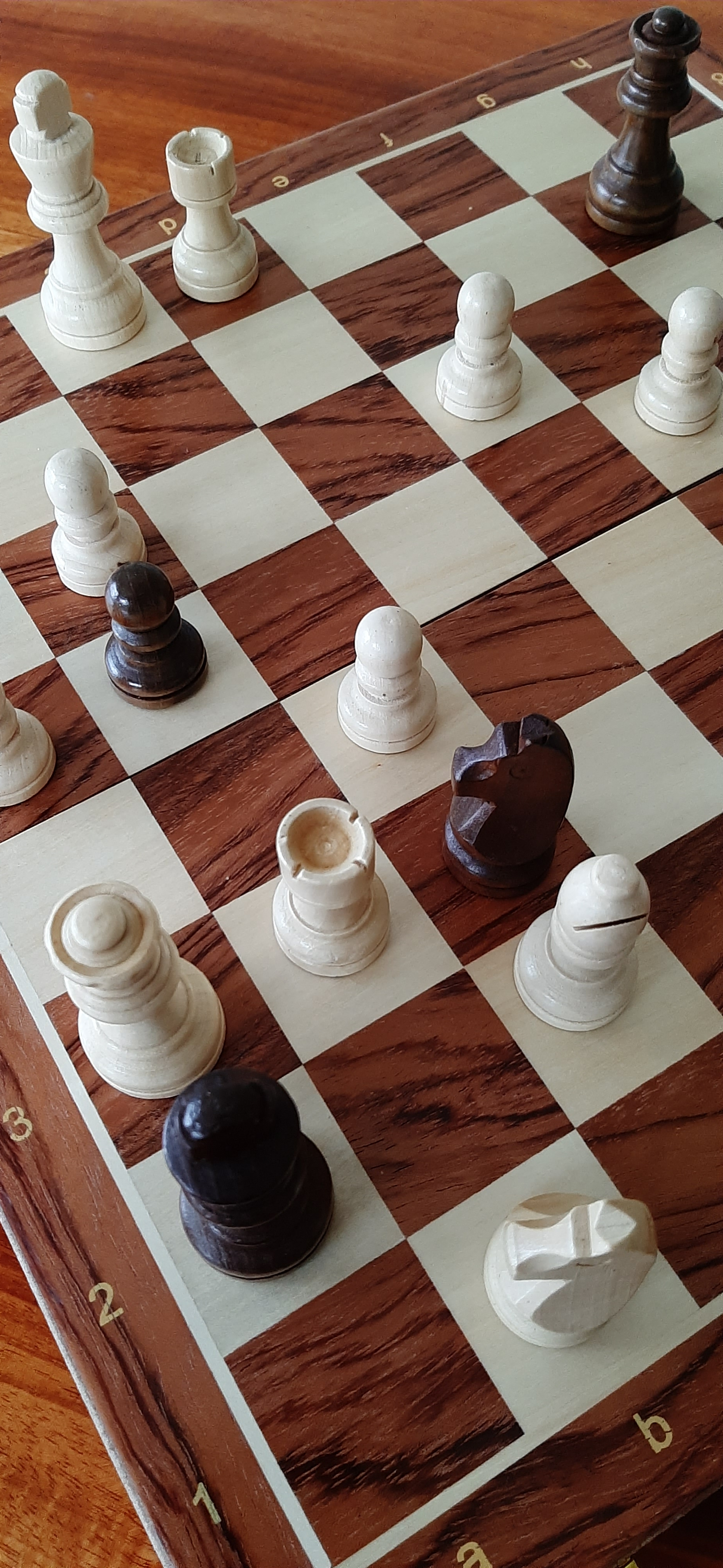
O tabuleiro do jogo em que Jussara Chaves é escaquística

### Carreira em Portugal
Desde 2021 representa Portugal, jogando pelo país na Olimpíada de Xadrez de 2022 em Chennai, Índia.

Participou também em campeonatos distritais e nacionais, torneios e outros eventos da «arte de Caíssa», sendo de destacar, entre outros, os seguintes:
- XI e XII Open’s internacionais Marquês de Pombal, outubro de 2020 e outubro de 2021;[5]
- Campeonato nacional por equipas 3.ª divisão 2020/21 - série C;[5]
- Campeonatos distritais de Leiria por equipas de semirrápidas e de rápidas 2021;[5]
- Guimarães chess open 2021 (agosto, Guimarães);[5]
- Taça AXM (novembro de 2021);[5]
- Taça AXP (dezembro de 2021);[5]
- Campeonato nacional por equipas 2.ª divisão 2021/22 - Série A;[5]
- Campeonato nacional por equipas semirrápidas 2021/2022;[5]
- 4.º Torneio do circuito de xadrez SC Beira-Mar / Pizzarte, setembro 2022;[5]
- Match Day "CA Téssera - SC Beira Mar/Pizzarte, outubro 2022;[5]
- Taça de Aveiro de xadrez 2022/23;[5]
- 44.ª Taça de Portugal 2022/2023;[5]
- Campeonato nacional por equipas 2ª divisão 2022/23 - Série B.[5]
- em  junho de 2021, em Fátima, participou no Campeonato nacional de veteranos, foi a vencedora feminina no escalão +50;[7][8]
- em agosto de 2021, participou e foi oradora no IV Congresso de Xadrez - Festival de Xadrez da Maia[9]
- no ranking FIDE, em maio de 2022, ocupava o 4.º lugar no Top 10 nacional feminino[10]
- em outubro 2024, em Matosinhos, participou na festa do xadrez feminino comemorando o centenário da Federação Internacional de Xadrez (FIDE) e o Dia mundial do cancro da mama, organizada pela associação Chess2All e Câmara Municipal de Matosinhos, demonstrando que é possível dar Xeque-mate ao câncer, através deste jogo, enquanto ferramenta social, de união e entretenimento, no fomento da igualdade de género.[11]

Mestra internacional ou mestre internacional feminino (WIM ou MIF), integra com Catarina Leite (2001) e Filipa Fortuna Pipiras (2025) o lote restrito das três portuguesas que alcançaram tal título WIM.

### Títulos
- 2021, campeã nacional feminina de veteranos, escalão +50;[7][8]
- 2024, campeã nacional feminina de veteranos, escalão +65;[12]

### Associativismo
Competiu em Portugal pelas equipas das seguintes associações: 
- ”Associação de Xadrez Oficina Criativa Pombal (AXCOP) – Editora Solis”; [13][7][8]
- ”O amanhã da criança” (Maia), inscrita, sob o n.º 5910, na Federação Portuguesa de Xadrez;[14][15][6]
- Chess2All (Lavra-Santa Cruz do Bispo-Matosinhos), inscrita, sob o n.º 6042, na Federação Portuguesa de Xadrez, associação de que é Presidente da Assembleia Geral e foi cofundadora, em 8 de março de 2023, criada com a missão de divulgar e promover o xadrez enquanto desporto “sem fronteiras” e “para todos”, designadamente para invisuais (xadrez táctil), crianças com transtorno do espectro autista, surdos, pessoas com baixa mobilidade e doentes oncológicos, contribuindo para a inovação e responsabilidade social e uma sociedade assente na diversidade, equidade e inclusão social, utilizando o xadrez como ferramenta de valor acrescentado na dinâmica desportiva, pedagógica e de reabilitação cognitiva.[12][14][16][17]

## Obra publicada e atividade profissional
Traduziu os doze volumes de «Cadernos práticos de xadrez» de António Gude, que, entre 2020 e 2023, foram editados pela Solis ), empresa que, com seu marido Francisco Garcez Leme, fundou em 14 de junho de 2004, na cidade de São Paulo, Brasil, para publicarem em língua portuguesa a série “Meus Grandes Predecessores”, obra de Garry Kasparov (que na época já havia sido lançada em oito idiomas), o que veio a suceder logo a partir de 17 de agosto daquele ano. Desde então a Editora Solis, que Jussara Chaves fundou e dirige, tem-se dedicado à edição de livros de xadrez, não só em português, mas também em espanhol e inglês.

Anteriormente, formada, em 1982, pela Faculdade de Direito da Universidade de São Paulo, foi diretora jurídica das empresas do Grupo Saraiva (Editora, Livraria, Distribuidora e Saraiva Data), de 1991 a 2004, ano em que fundou a Editora e livraria Solis.